# وضعیت اضطراری

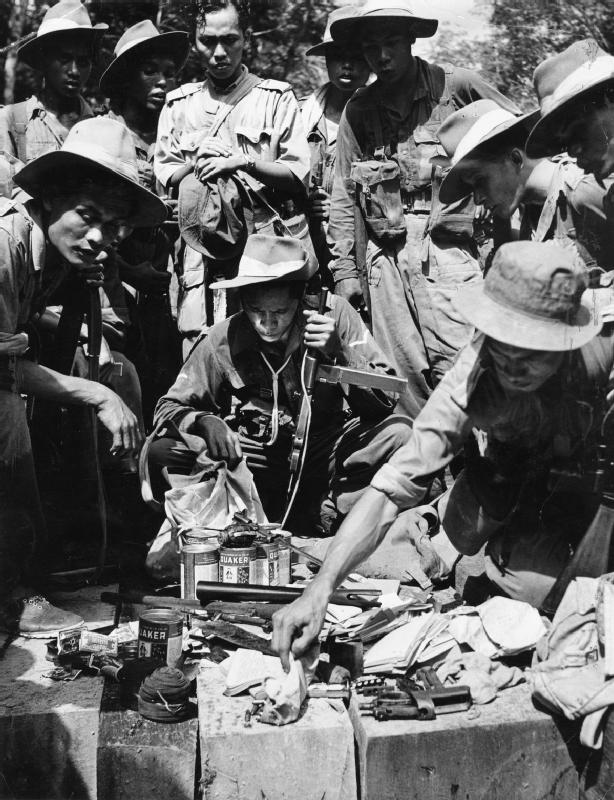
اعضای هنگ سلطنتی مالایی در مدت وضعیت اضطراری مالایا در سال ۱۹۴۹، پس از دستگیری و توقیف تجهیزات، به بازرسی پرداختند

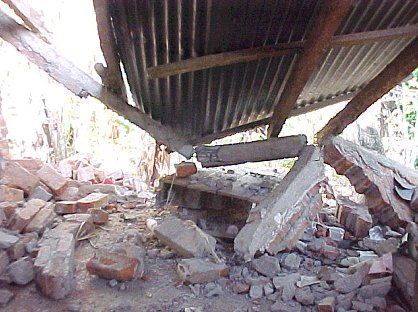
پس از سقوط کاخ ریاست جمهوری در ال سالوادور، دولت اعلام وضعیت اضطراری کرد.

وضعیت اضطراری یا وضعیت فوق‌العاده وضعیتی است که در آن یک دولت این اختیار را دارد که سیاست‌هایی را که معمولاً مجاز به انجام آن نیست، برای ایمنی و حفاظت از شهروندان خود اعمال کند. نوعی از حاکمیت است که امکان دارد در یک کشور یا یا بخشی از آن (به عنوان مثال در سطح یک شهر، استان/ایالت) اعلام شود. این وضعیت به این معنی است که دولت می‌تواند برخی از عملکردهای عادی قوای اجرایی، قانون‌گذاری و قضائی را به حالت تعلیق درآورده یا برای یک دوره زمانی تغییر دهد. این هشداری به شهروندان برای تغییر رفتار معمولی و عمل به دستورهای سازمان‌های دولتی برای اجرای طرح اضطراری بشمار می‌رود. یک دولت می‌تواند به سبب بلایای طبیعی یا دیگر فجایعی که بشر مسبب آن شده، یا دوره‌ای از ناآرامی‌های مدنی و همچنین پس از اعلام جنگ یا درگیری‌های مسلحانه داخلی یا بین‌المللی برای مدتی اعلام وضعیت اضطراری کند.
اعلام وضعیت اضطراری همچنین می‌تواند به عنوان یک منطق (یا بهانه) برای تعلیق حقوق و آزادی‌های تضمین شده در قانون اساسی یا قوانین بنیادی یک کشور مورد استفاده قرار گیرد. روش و قوانین انجام این کار در هر کشور متفاوت است.

## رابطه با حقوق بین‌الملل
بر اساس قوانین بین‌المللی، بسته به شدت وضعیت اضطراری و سیاست‌های دولت، در طول وضعیت اضطراری، حقوق و آزادی‌ها ممکن است معلق شوند.

## استفاده و دیدگاه‌ها
دموکراسیهادر طول وضعیت اضطراری برای مدیریت طیف وسیعی از موقعیت‌ها از رویدادهای شدید آب و هوایی گرفته تا موقعیت‌های نظم عمومی استفاده می‌کنند. رژیم‌های دیکتاتوری اغلب وضعیت اضطراری را اعلام می‌کنند که به‌طور نامحدود برای عمر رژیم یا برای دوره‌های زمانی طولانی تمدید می‌شود، به طوری که می‌توان از انحرافات برای نادیده گرفتن حقوق بشر شهروندان خود استفاده کرد که معمولاً توسط میثاق بین‌المللی حقوق مدنی و سیاسی محافظت می‌شود. ICCPR). در برخی شرایط، حکومت نظامی نیز اعلام می‌شود که به ارتش اجازه می‌دهد تا با اقتدار بیشتری عمل کند.